# Gammarus salemaai
Gammarus salemaai is een vlokreeftensoort uit de familie van de Gammaridae. De wetenschappelijke naam van de soort is voor het eerst geldig gepubliceerd in 1985 door G. Karaman.
G. salemaai komt alleen (endemisch) voor in het Meer van Ohrid. Dit meer, tussen Albanië en Noord-Macedonië behoort tot de oudste en diepste meren van  Europa en herbergt dan ook diersoorten die elders niet voorkomen, zoals deze gammaride. Mannetjes van deze soort kunnen 11 mm groot worden, vrouwtjes 8 mm. Zij leven vooral in ondiepe wateren op het strand en in de kustwateren van het meer. Hier wordt het aangetroffen met twee andere endemische gammariden:  G. lychnidensis en G. ochridensis. 